# MS Весов
MS Весов (лат. MS Librae) — одиночная переменная звезда в созвездии Весов на расстоянии (вычисленном из значения параллакса) приблизительно 16162 световых лет (около 4955 парсеков) от Солнца. Видимая звёздная величина звезды — от +14,5m до +13,3m.

## Характеристики
MS Весов — пульсирующая переменная звезда типа RR Лиры (RRAB).